# Inspraak
Onder inspraak wordt verstaan: het betrekken van burgers in het algemeen of belanghebbenden in het bijzonder bij het voorbereiden, vormen of uitvoeren van beleid van de overheid. 
Het fenomeen inspraak is ontwikkeld in de jaren zeventig van de 20e eeuw. Het vormde een uitdrukking van de "nieuwe democratie". Inmiddels is inspraak onderdeel van de gewone wijze van besluitvorming door de overheid, en in veel gevallen vervangen door de term participatie. 

## Soorten inspraak
Inspraak kan ruwweg worden onderscheiden in drie hoofdvormen:

### Algemene consultatie van de bevolking
Deze vorm betreft de beleidsvoorbereiding. Doel is de meedenkkracht van burgers te benutten op het moment dat er beleidsruimte is. Deze vorm van inspraak wordt ook in verband gebracht met het in de jaren 90 van de 20e eeuw ontwikkelde fenomeen van 'interactief bestuur'. 

### Consultatie van uitvoerders of professionals
Uitvoerders en deskundigen praten mee over een beleidsvoornemen, kunnen nieuw licht op de zaak werpen en de praktische uitvoerbaarheid van voornemens vergroten.

### Rekening houden met persoonlijke belangen van burgers
Deze vorm kan worden aangeduid als ‘finale belangentoets’ en betreft het ontwerp van het besluit van de overheid. Doel is belangen van individuele burgers en bedrijven te toetsen aan het concrete plan. 
Deze vorm fungeert als vangnet voor zaken en belangen die eerder over het hoofd zijn gezien. Deze vorm van inspraak is vooral voor burgers die menen in hun persoonlijke belangen (onevenredig) benadeeld te worden. Op deze vorm van inspraak is in de regel de Algemene wet bestuursrecht van toepassing.

## Wenselijkheid van inspraak
Inspraak in vroeg stadium kan om verschillende redenen worden bepleit:
- Effectiviteit en operationele kwaliteit: betrokkenen en (ervarings)deskundigen kunnen nieuw licht op de zaak werpen en de praktische uitvoerbaarheid van voornemens vergroten; burgers weten vaak wat er precies in een bepaalde context speelt, ze zijn creatief en kunnen ertoe bijdragen dat het soms verkokerde denken bij de voorbereiding van besluitvorming doorbroken wordt.
- Draagvlakvergroting, legitimiteit: participanten zullen meer gevoel krijgen voor de afwegingen en misschien zelfs zich herkennen in bepaalde beleidskeuzen waardoor zij zich niet tegen het beleid zullen verzetten; deze acceptatie kan ertoe bijdragen dat burgers minder behoefte hebben aan het aanwenden van juridische middelen en op die manier kan onnodige juridisering voorkomen worden.
- Democratische betrokkenheid: burgers kunnen participeren in het bedenken van oplossingen over publieke problemen die hen aangaan.

## Vormen van inspraak
Inspraak kan op veel manieren plaatsvinden, bijvoorbeeld door middel van een hoorzitting, schriftelijk of in een vergadering van een raadscommissie. Ook politieke avonden, "politieke markten", burgerfora, zoals het Burgerforum Kiesstelsel, en burgerpanels worden gebruikt. Inspraak kan daarnaast ook langs elektronische weg plaatsvinden, via bijvoorbeeld een internetforum.
Inspraak in het kader van een specifieke organisatie (bedrijf, instelling, school) noemt men ook wel Medezeggenschap
De term inspraak wordt ook wel benut voor periodieke vormen van overleg tussen uitvoerders of bestuurders en betrokken burgers of consumenten. In sommige gevallen is deze relatie geformaliseerd tot een adviesrecht.

## Problemen met inspraak
De verhouding met politici (de positie van de gemeenteraad, provinciale staten, parlement) is structureel problematisch, vooral bij politiek gevoelige en omstreden kwesties. 
De vraag is ook of inspraak in bepaalde situaties afbreuk doet aan de rol van politieke partijen. Verder is ook de representativiteit van de deelnemers een aandachtspunt en de gewekte verwachtingen bij de deelnemers.